# Andreas Jetter
Andreas Jetter (* 1978 in Albstadt-Ebingen) ist ein deutscher Pianist, Organist und Kirchenmusiker.

## Biographie
Andreas Jetter studierte in Moskau, Tambow (Russische Föderation), Tübingen und Esslingen am Neckar. Von 2004 bis 2010 war er Münsterorganist am Münster zu Salem. Ebenfalls 2004 wurde er zum Titularorganisten der Bergkirche St. Michael Büsingen am Hochrhein ernannt.
Seit 2010 ist er Dommusikdirektor an der Kathedrale von Chur (Schweiz). Diese Tätigkeit umfasst dort die Leitung und Koordination der gesamten Kirchenmusik (der Chöre, Instrumentalensembles, Kantoren, Dom- und Domorgelkonzerte). Von September 2013 bis März 2023 war Andreas Jetter auch Münsterkantor am Radolfzeller Münster.
Als Pianist spielte Andreas Jetter verschiedene Werke für Klavier und Orchester auf CD ein. Auch als Organist legte er Einspielungen mit Werken der Spätromantik vor. Des Weiteren verfolgt Jetter als Pianist und Organist eine internationale Konzerttätigkeit.

## Tonträger
als Pianist
- Sergei Rachmaninow: Piano Concerto No. 3. Philharmonia Moldova, Dietrich Schöller-Manno. Antes Edition, Bella Musica, 2004.
- Sergei Rachmaninow: Piano Concerto No. 4. Philharmonia Moldova, Dietrich Schöller-Manno. Antes Edition, Bella Musica, 2006.
- Charles Villiers Stanford: Piano Concerto No. 2. Rostov Philharmonic Orchestra, Dmitri Vassiliev. / Robert Schumann: Introduction und Allegro appassionato. Russian Federal Symphony Orchestra, Dietrich Schöller-Manno. Antes Edition, Bella Musica, 2003.
- Johannes Brahms: Klavierkonzert Nr. 1 Russian Federal Symphony Orchestra, Dietrich Schöller-Manno.

als Organist
- Orgel und Glocken im Münster zu Salem. Verlag Motette, 2009.
- Stella maris – Symphonische Orgelwerke aus Frankreich und Belgien. Verlag Motette, 2012.
- Max Gulbins: Die Elbinger Orgelwerke (Sonaten Nr. 1-4 u. a.) Verlag Motette, 2018 (Ersteinspielung).
- Hans Rott: Symphonie E-Dur (Transkription für Orgel von Andreas Jetter) Verlag Ambiente Audio, 2023 (Ersteinspielung).
- Franz Schmidt: Orgelwerke Verlag Ambiente Audio, 2024; Teil 1: „Königsfanfaren“; Teil 2: „Silberglanz“; Teil 3: „Halleluja“.